# Joyeux Bin Kabodjo
Joyeux Bin Kabodjo, de son vrai nom Juwe Kazimbe Joyeux, est un ⁣⁣humoriste⁣⁣, comédien, conteur, poète et juriste de formation congolais né le 26 novembre 1995 à Bukavu, dans la province du Sud-Kivu à l'est de la République démocratique du Congo,.

## Biographie

### Enfance et éducation
Joyeux Bin Kabodjo est né le 26 novembre 1995 à Bukavu. Fils de Juwe Kabodjo et Nzigire Kazimbe, son enfance fut bercée par humour. Il s'est familiarisé du monde de la comédie à travers les humoristes français à la télévision et au théâtre.
Il obtient une licence en droit à l'Université catholique de Bukavu en 2019.

## Carrière artistique

### 2013 - 2017: Début et révélation
Très tôt, à l’âge de dix-sept ans, Joyeux Bin Kabodjo commence sa carrière artistique en tant qu'animateur et parfois participant à des événements culturels dans la ville natale. Il se lance ensuite dans l’apprentissage de base pour un bon spectacle et commence à imiter le célèbre Pi Tshibanda, comédien et humoriste congolais résidant à Bruxelles.
En 2014, il produit son tout premier spectacle, « la scène du paradis mordu » qui connaît un échec cuisant. Derrière les caméras, il a créé en 2017 "Bukavu Comedy Club", une résidence d’humour pour objectif de propulser la nouvelle génération de comiques et dont il est le principal animateur à l’Institut français de Bukavu. Un an plus tard, il lance le tout premier festival d’humour à Bukavu, intitulé « Zéro Polémik ». Ce dernier est un festival prônant la cohésion sociale à travers le rire et qui a connu un succès phénoménal,.
En septembre 2018, dans une interview accordée au Journal Écho évangile, Joyeux Bin Kabodjo révèle qu’il est inspiré par le ridicule de la réalité. À part sa famille comme première source, il ajoute les humoristes franco-marocains Gad Elmaleh et Jamal Debbouze, le conteur congolais Pi Tshibanda et le comédien camerounais Saïdou Abatcha.

### 2017 - présent: Bukavu Comedy Club
À partir de 2017, Joyeux Bin Kabodjo entame de nombreuses apparitions sur la scène internationale : il est invité de la première édition de Kigingi Summer Comedy au Burundi en juillet et du Festival Nuit des Plaisanteries de Ouagadougou au Burkina Faso en novembre 2017,,. Il représente, avec Alain Esongo, la République démocratique du Congo dans la douzième saison de Le Parlement du rire à Abidjan en Côte d'Ivoire et participe à la cinquième édition de l'Africa Stand Up Festival, qui s'est tenue du 25 octobre au 2 novembre 2021 à Douala au Cameroun.
Directeur de Bukavu Comedy Club, l’humoriste Joyeux Bin Kabodjo est désigné nouvel ambassadeur à Bukavu d'Africa Stand Up, une association qui œuvre pour le développement de la filière « stand-up » en Afrique, en assurant la détection, la formation et l’accompagnement de jeunes humoristes africains. Il signe un partenariat avec l'Académie panafricaine du Stand Up qui permettra deux humoristes locaux, un homme et une femme, chaque année depuis 2022, de partir au Cameroun pour suivre les ateliers de formation et participer à l'Africa Stand Up Festival soutenu par CANAL+ Afrique,.

### Autres
Joyeux Bin Kabodjo est le directeur du festival d’humour « Festival Zéro Polémik » et de l’Espace Culturel Kwetu Art (ECKA) en République démocratique du Congo. Le 29 avril 2021, il présente officiellement, au cours d'une conférence de presse animée en présence du gouvernement provincial à travers le ministère de la Culture et celui de l’enseignement primaire et secondaire, le siège du centre Culturel ECKA à l'Institut de Bagira,.

## Filmographie

### Séries blogs sur YouTube
- 2018 : Un coup de revers de Spider Prod[20]

- 2021 : Les Capsules de Takam d'Ulrich Takam : invité[21]

### Spectacles
- 2014 : Le paradis mordu
- 2015 : Le nègre n’est pas noir
- 2016 : La lettre ouverte à Mr avenir
- 2017 : Que dit le roi
- 2017 : Les excellences
- 2018 : Les enfants sucrés
- 2018 : Pourquoi moi…
- 2018 : Plat du jour
- 2018 : Journal intime
- 2019 : L’association des déçus et frustrés électoraux
- 2020 : CoVigilance-19
- 2021 : Le caleçon du patron ft. Espoir Bulangalire[22]
- 2022 : SocelleRir ft. RedBienv
- 2023 : Mon Paire[23]

## Récompenses et nominations

### Récompenses
- 2021 : IRD Grands-lacs[24]

### Nominations
- Prix RFI Talents du rire 2023[25],[26]

## Participations
- 2017 : Kigingi Summer Comedy
- 2017 : Festival Nuit des Plaisanteries
- 2018 : Festival Zéro Polémik
- 2021 : Africa Stand Up Festival
- 2021 : Le Parlement du rire en Côte d'Ivoire[27]